# 프랑스 국립도서관

로고.

프랑스 국립도서관(프랑스어: Bibliothèque nationale de France, BnF)은 프랑스 파리시에 있는 국립도서관이다. 현재 도서관장은 Laurence Engel이다.
1997년 디지털 도서관이 온라인 사용자를 대상으로 생겨났으며 그 이름은 Gallica이다. 웹사이트로는 1,200권의 서적, 500여 개의 라디오 파일, 8만 개의 이미지 자료 검색이 가능하다.

## 역사
프랑스 국립 도서관의 역사는 1368년 프랑스의 샤를 5세 대로 거슬러 올라간다. 루브르 일대에 터를 마련했다가 루이 15세 때 규모가 증대됐으며 1692년 일반에 개방됐다. 프랑스 혁명 동안 귀족과 개인 서적이 압류되면서 국립도서관 서적수는 30만 권을 넘기도 했다. 혁명 이후 개최된 프랑스 제헌의회 결의안으로 이곳은 세계 최초인 1793년 민간 도서관으로 자리매김한다.

## 신관
1988년 7월 14일, 프랑수아 미테랑 대통령은 국립도서관을 세계에서 가장 큰 규모로 보수하겠다는 계획을 발표했다. 세계의 모든 지식을 포괄하며 모든 사람들이 최신의 기술을 배우고 거리낌 없이 지식에 접근할 수 있도록 하겠다는 것이었다.
국보급의 도서 이관을 마친 뒤 1996년 12월 20일 도서관은 다시 일반에 공개되었다.

## 활동

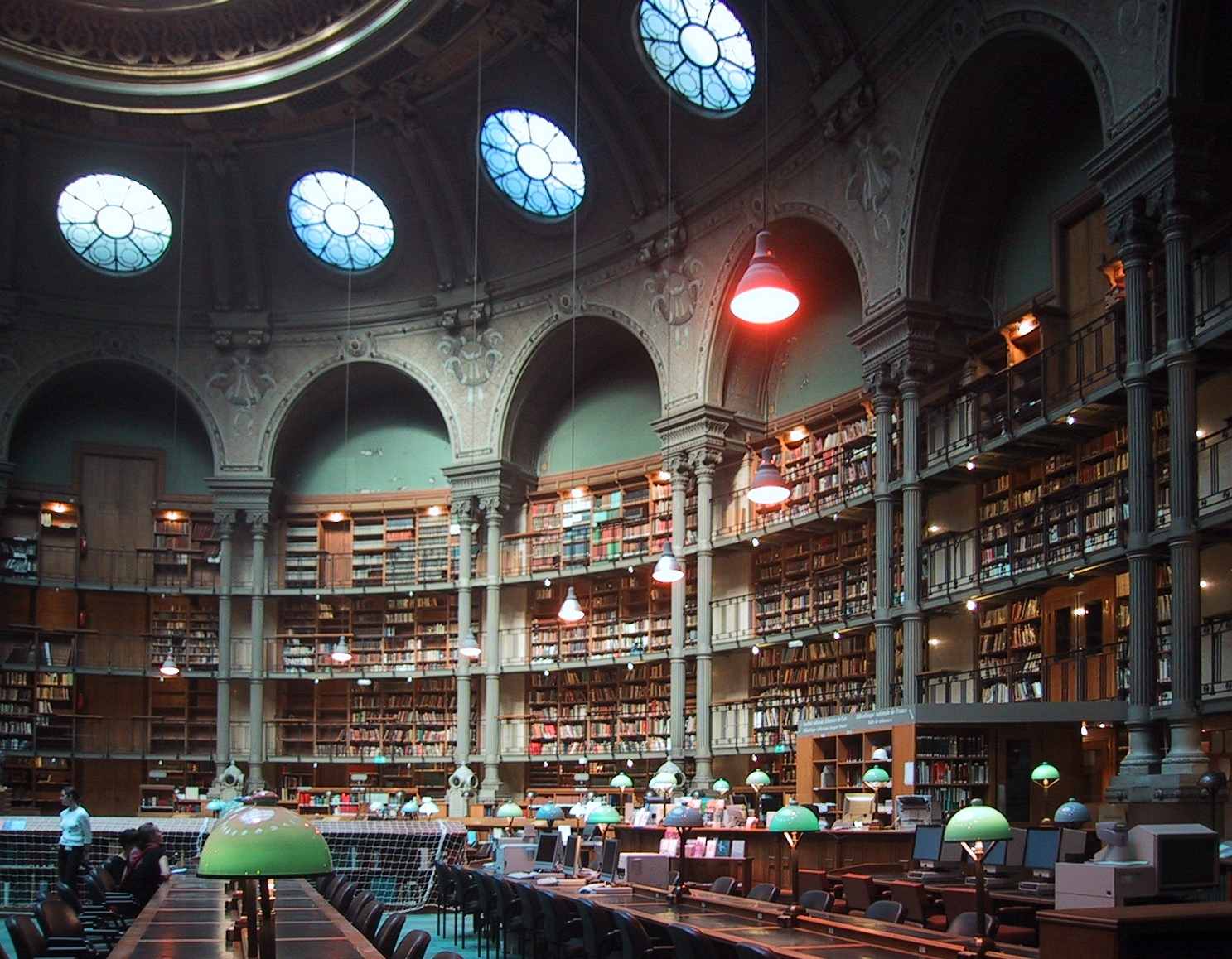
열람실 모습

프랑스 국립도서관은 공공 건물로서 프랑스 문화부가 직접 관할하며 도서의 관리는 물론 프랑스에서 출판된 모든 서적과 작품을 보관한다. 이는 법적으로 국가의 의무사항에 해당하기도 한다. 이는 서적과 자료를 수집하여 일반에 공개하는 데까지 이른다.
도서 관련 자료나 다른 나라의 국립도서관과도 직접 교류를 펼치며 조사 프로그램을 연다.
현재 대한민국의 고서인 직지심체요절과 왕오천축국전을 여기서 보관하고 있으며, 여기에 있던 외규장각 도서(의궤 포함)는 2011년에 대한민국으로 5년제 영구 임대됐다.

## 같이 보기
- 박병선